# Pamiat Parizhskoi Kommuny
Pamiat Parizhskoi Kommuny (en ruso: Память Парижской Коммуны, lit. 'Memoria de la Comuna de París' ) es una ciudad en el condado de Bor del óblast de Nizhni Nóvgorod.

## Geografía
Una ciudad en la margen izquierda del Volga, 51 km por debajo de la ciudad de Bor, donde se encuentra un astillero. El 1 de febrero de 1932, el pueblo en el remanso “Pamiat Parizhskoi Kommuny” del distrito de Rabotkinski se transformó en un asentamiento de trabajadores, dejando su nombre anterior. Hasta 2004, la localidad tenía la condición de asentamiento de tipo urbano.

## Historia

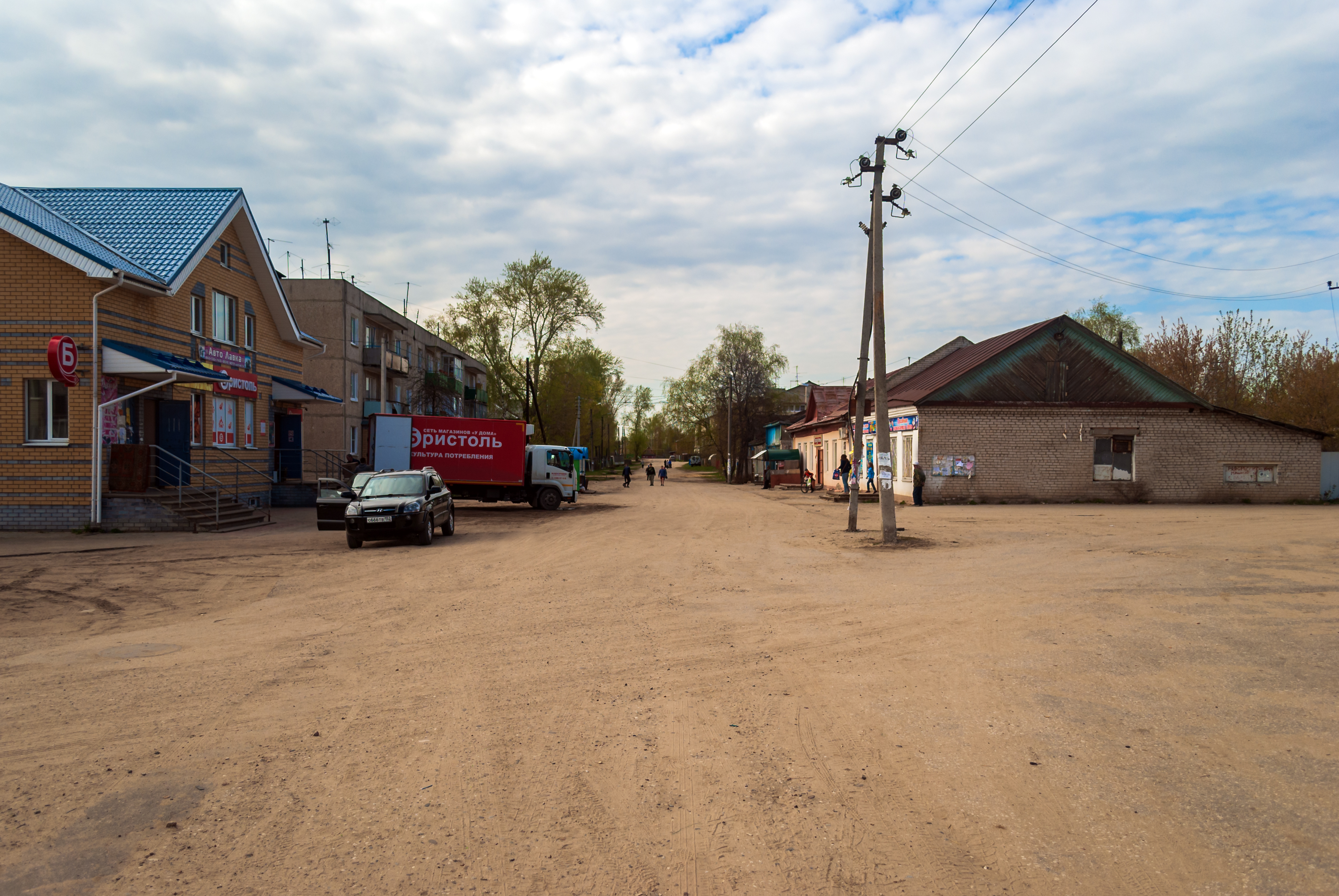
Plaza del Mercado

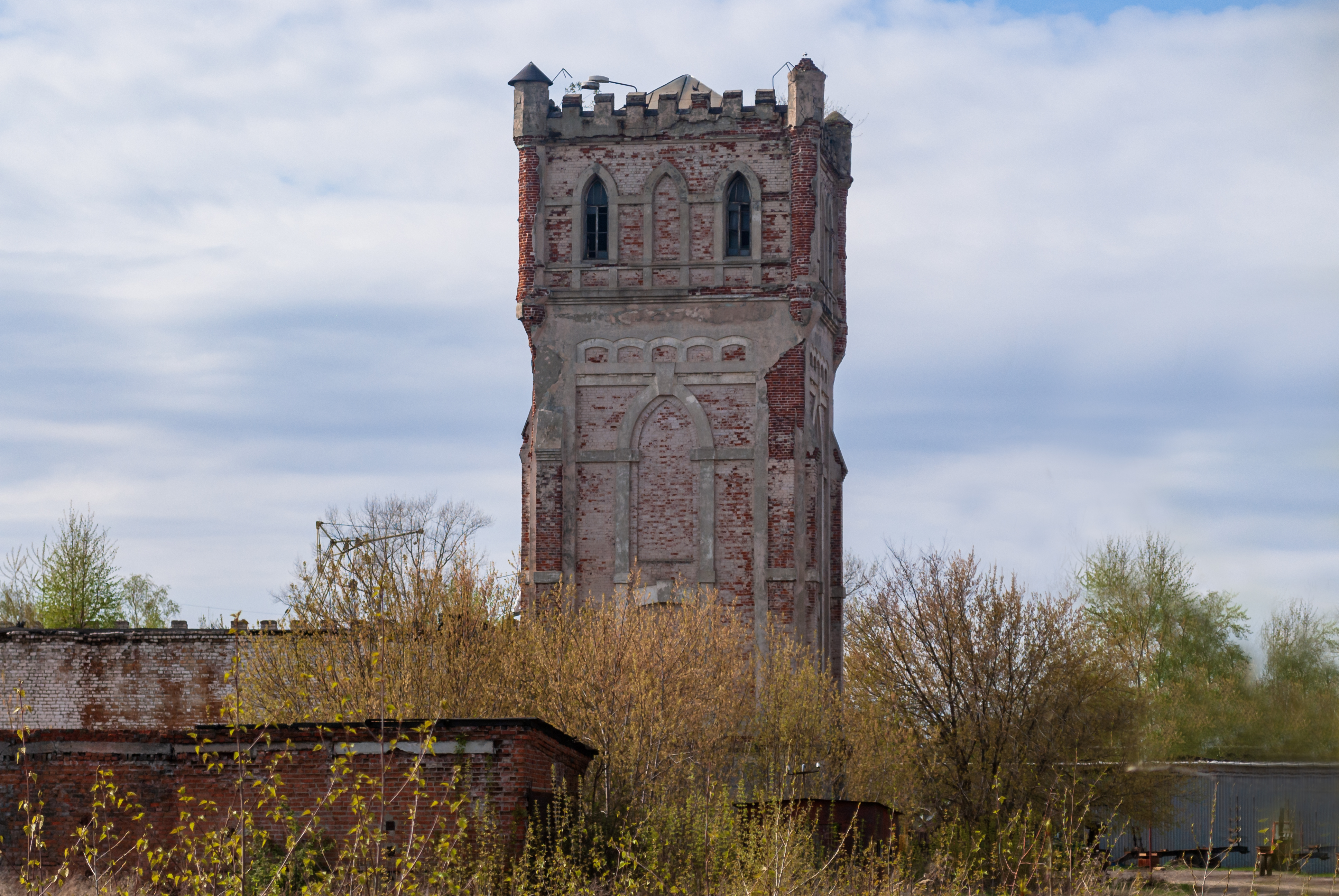
Torre de agua de un astillero

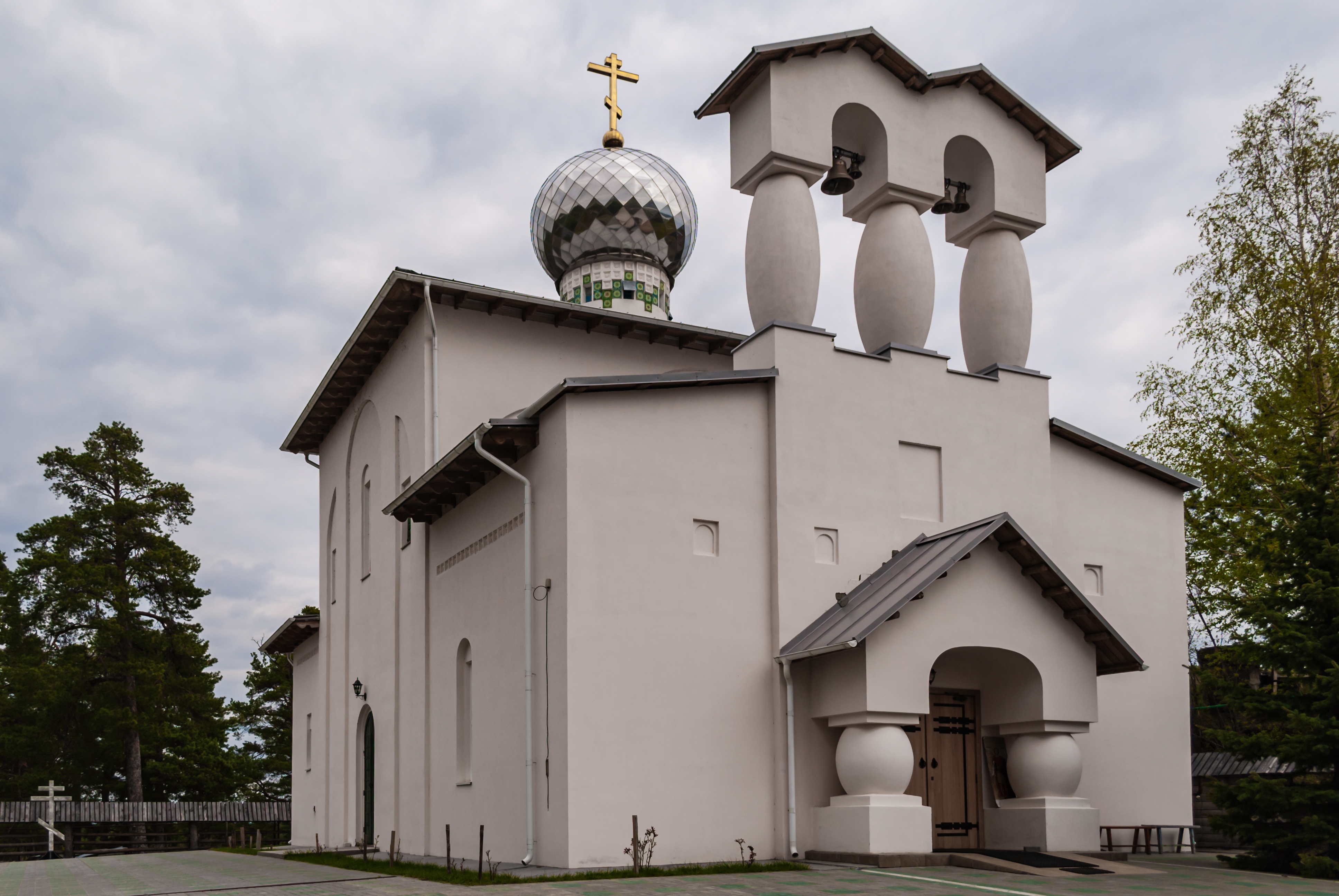
Templo en honor al Icono Soberano de la Madre de Dios

La primera mención del pueblo data de 1869. En el mismo año, el comerciante Ivan Miliutin compró las tierras del remanso de Zhukovski por mil quinientos rublos de plata. Aparecieron los primeros talleres de reparación de barcos.
En 1886 comenzó el desarrollo activo de la ciudad: la construcción de las primeras casas con el propósito de vivienda permanente.
En 1917-1918 se nacionalizaron los barcos. Durante la guerra civil, cuando se desarrollaban operaciones militares en el Volga, se organizó la flotilla militar del Volga en Nizhni Nóvgorod. Los barcos se estaban reequipando en la planta: para hospitales y el barco de la sede Markin.
En 1923, el remanso de Zhukovski pasó a llamarse remanso de Pamiat Parizhskoi Kommuny, y en 1932 se le otorgó el estatus de pequeña ciudad. En 1938 nació Vladímir Aleksándrov, un conocido físico y uno de los principales autores del concepto de “invierno nuclear”. Durante la Segunda Guerra Mundial, los trabajadores de la planta cumplieron órdenes de defensa: fabricaron minas y motos de nieve. Los buques de la flotilla militar del Volga fueron enviados a la ciudad para su reparación. La mayoría de los habitantes de la ciudad se dirigieron al frente ya la defensa de Gorki de los ataques aéreos alemanes. Más de trescientos de ellos murieron. En memoria de ellos, se erigió un conjunto conmemorativo en la plaza del pueblo.
Había doce héroes de la Unión Soviética en el condado de Bor, dos de ellos eran residentes de la ciudad: Dmitri Kalinin y Grigori Terentiev. Después de la guerra, se reanudó la construcción ampliada de casas, barcos y talleres.
A principios de la década de 2010. había más de 40 unidades de la flota en el remanso. La principal actividad de los habitantes del pueblo es el trabajo en el astillero.
En 1996 se fundó en la localidad un templo en honor al Icono Soberano de la Madre de Dios. Inicialmente, la sala de calderas del hospital fue adaptada para el templo. Luego, de 2013 a 2017, el templo fue reconstruido por los feligreses y el rector a sus expensas.

## Población
3761 (censo de 2010); 4072 (censo de 2002); 4968 (censo de 1989).